# Cattedrale di Espoo
La cattedrale di Espoo (in finlandese: Espoon tuomiokirkko) è la cattedrale luterana evangelica di Espoo, in Finlandia, ed è la sede della diocesi di Espoo. La chiesa è stata elevata a cattedrale nel 2004, quando la diocesi di Espoo è stato separato dalla diocesi di Helsinki.
La chiesa si trova nel centro di Espoo, nel quartiere di Pappilanmäen kirkonmäki, vicino al fiume Espoonjoki. La chiesa, che risale al Medioevo, è il più grande e il più antico edificio storico di Espoo. La cattedrale è stata dedicata all'apostolo Matteo.

## Storia
La chiesa fu progettata alla fine del XV secolo da un ignoto maestro ed è stata costruita tra il 1485 e il 1490. Oggi le uniche parti originali della chiesa medievale sono la parte orientale e occidentale della navata. I banchi e il pulpito sono stati costruiti dopo la Riforma nei primi anni del XVI secolo. Gli organi sono stati aggiunti alla fine del XVIII secolo.
La chiesa originaria fu costruita secondo un piano a tre navate ed è stato successivamente ampliata sotto l'influenza dell'architetto Pehr Granstedt tra il 1821 ed il 1823, al fine di ottenere una chiesa più ampia con pianta a croce. Alcune parti della chiesa, compresa la sagrestia originale, sono stati smantellate durante questa espansione.
Le volte e le pareti di vecchie parti della cattedrale sono decorate con affreschi, dipinti per lo più nel 1510. Essi raffigurano scene bibliche, come la storia della creazione del mondo e scene di vita quotidiana, come la vendita di bestiame.
Nel 1930 le riparazioni effettuate dal professor Lindgren hanno evidenziato gli aspetti medievali e antichi di questa chiesa, riportando alla luce gli affreschi murali che in precedenza erano nascosti.
L'ultima riparazione della chiesa è stata completata nel 1982 dal professor Ola Hansson. Il cambiamento più visibile è stato la collocazione dell'altare tra i due montanti anteriori.